# Roseli
Roseli de Belo, plus communément appelé Roseli, est un footballeuse brésilienne née le 7 septembre 1969 à São Paulo. Elle joue au poste d'attaquante et est internationale brésilienne.
Elle représente le Brésil lors des Coupes du monde en 1991 et en 1995 ; ainsi que lors des tournois olympiques de football féminin en 1996, en 2000 et est médaillée d'argent en 2004.
Roseli joue avec les Takarazuka Bunnys (en) au Japon et avec les Washington Freedom aux États-Unis.

## Biographie

### En club
De 1995 à 1997, Roseli joue au football professionnel dans la L. League japonaise avec les Takarazuka Bunnys (en),.
Lorsque la Women's United Soccer Association (WUSA) débute en 2001, Roseli et sa compatriote Pretinha sont transférées à Washington Freedom lors de la première sélection. Après une première saison en demi-teinte (11 matchs pour aucun but), Washington met fin au contrat de Roseli.

### En sélection
Roseli fait partie de l'EC Radar qui représente le Brésil au Tournoi sur invitation féminin de la FIFA en 1988 à Guangdong et termine à la troisième place. La presse chinoise la nomme dans l'équipe officielle du tournoi.
Lors de la Coupe du monde de 1991, Roseli participe au tout premier match de Coupe du monde du Brésil : une victoire 1-0 en phase de groupes contre le Japon à Foshan. Quatre ans plus tard, elle marque le seul but du Brésil lors du match contre la Suède qui se solde sur le score de 1-0 lors du match d'ouverture de la Coupe du monde en 1995.
En décembre 1997, Roseli marque un autre but contre les États-Unis dans sa ville natale de São Paulo, donnant au Brésil sa toute première victoire sur ses rivaux américains.
Roseli marque 15 buts lors des qualifications pour la Coupe du monde de 1999, mais une blessure au genou subie contre les États-Unis en 1998 l'empêche de participer à la phase finale. Sans Roseli, le Brésil atteint la demi-finale mais est éliminér par les États-Unis. Elle revient en équipe nationale pour un autre match contre les États-Unis en septembre 1999.
Roseli est sélectionnée pour les Jeux olympiques de 2000. Elle entre en jeu lors de la défaite 1-0 du Brésil en demi-finale contre les États-Unis.
Elle est nommée 31e meilleure footballeuse du XXe siècle dans la liste publiée par l'IFFHS.